# Jesús de Valle
Jesús María de Valle de la Peña (Saltillo, Coahuila, 6 de julio de 1853 - ibídem, 3 de enero de 1938) fue un abogado y político mexicano que fue gobernador de Coahuila en tres ocasiones.

## Biografía
Fue hijo de Francisco de Valle y de María de los Ángeles de la Peña Rodríguez (abuelos maternos José Ignacio Pablo de la Peña Fuentes y María de la Trinidad Rodríguez Dávila). Fue alumno del Ateneo Fuente, donde se tituló de abogado.
Fue síndico del ayuntamiento de Saltillo en 1877. En el distrito de Viesca ocupó el cargo de juez de letras, posteriormente lo fue del ramo civil y penal de Saltillo, fiscal del Tribunal Superior de Justicia del Estado y magistrado del mismo. Fue gobernador interino de Coahuila (1888, 1890-1891), así como gobernador constitucional en 1909 hasta el 28 de mayo de 1911. Su gubernatura se vio interrumpida por la Revolución Mexicana, sucediéndlo por unas horas Óscar E. Garza, quien dejó el lugar a Venustiano Carranza, designado por el Congreso. Murió en Saltillo el 3 de enero de 1938.
Fue padre del 8 hijos, del general revolucionario Francisco de Valle Arizpe y del escritor Artemio de Valle Arizpe. Celia de Valle Arizpe. Y 5 hijos más: Jesús de Valle Arizpe, Armodio de Valle Arizpe, Consuela de Valle Arizpe, Refugio de Valle Arizpe y Ángeles de Valle Arizpe.